# Карлос Евия
Карлос Евия и де лос Рейес-Гавилан (на испански: Carlos Hevia y de los Reyes-Gavilan) е временен президент на Куба, заемайки този пост по-малко от три дни. През третата седмица на 1934 г. Евия е президент от 17:00 ч. в понеделник, 15 януари до 1:20 ч. сутринта в четвъртък, 18 януари.
Лидерът на кубинската хунта Фулхенсио Батиста получава оставката на предшественика на Евия, Рамон Грау. Изборът на Евия е непопулярен сред военните и новият президент е принуден да подаде оставка. Той е заменен от Мануел Маркес Стърлинг.

## Биография
Евия е министър на земеделието, когато в Хавана избухват безредици срещу президента Грау. Хунтата иска оставката на Грау и избира Евия за нов президент. Той първоначално отказва, след като чува реакцията на тълпата. След като 100 войници пристигат от Кемп Колумбия, за да охраняват президентския дворец, Евия приема поста в 17:00 часа в понеделник. Евия се среща със съперника на Батиста, профсъюзния лидер Карлос Мендиета, в ранните часове на вторник. Надявайки се да получи одобрението на Менидета, Евия вместо това си тръгва с малко повече от обещанието на Мендиета за неутралитет. Евия е администриран във вторник от своя тъст, д-р Хуан Федерико Еделман, който е и главен съдия на Върховния съд на Куба и е даден салют от 21 пистолета от оръдията на крепостта Кабанас след откриването. Междувременно работническите организации изготвят планове за национална стачка. В сряда Евия не успява да предотврати плановете на Националистическия съюз за напускане и същата вечер решава да подаде оставка. Около 40 часа след официалното му встъпване в длъжност подава оставка рано сутринта в четвъртък в полза на Мендиета. Той напуска президентския дворец в 2:15 ч. сутринта, като заявява: „Връщам се в полетата си с тръстика, за да режа тръстика“.
Евия, който също е хирург, е първият кубинец, завършил Военноморската академия на Съединените щати в Анаполис, като част от випуск 1920 г.
По-късно Евия къса връзки с Батиста и става важен политик в Кубинска революционна партия (автентична). Той е външен министър на Куба от 1948 до 1950 г. в администрацията на Карлос Прио. Евия е кандидат за президент на изборите през 1952 г. Изборите обаче, в които основните му опоненти са Роберто Аграмонте и Фулхенсио Батиста са отменени, когато Батиста поема властта с военен преврат.
Евия заминава в изгнание в Съединените щати и в началото на 1960-те години е част от групи, които се противопоставят на Фидел Кастро, който сваля Батиста през 1959 г.

### Семейство
Той е най-голямото от шест деца на Аурелио Евия Алкалде, адвокат и Сара де лос Рейес-Гавилан де ла Гуардия. Женен за Елиса Еделман и Понсе, с която имат две деца, Аурелио Карлос и Маргарита Евия-Еделман. Евия управлява "частна военноморска академия" в Маями, умира от сърдечен удар на 2 април 1964 г.